# Nau dos insensatos

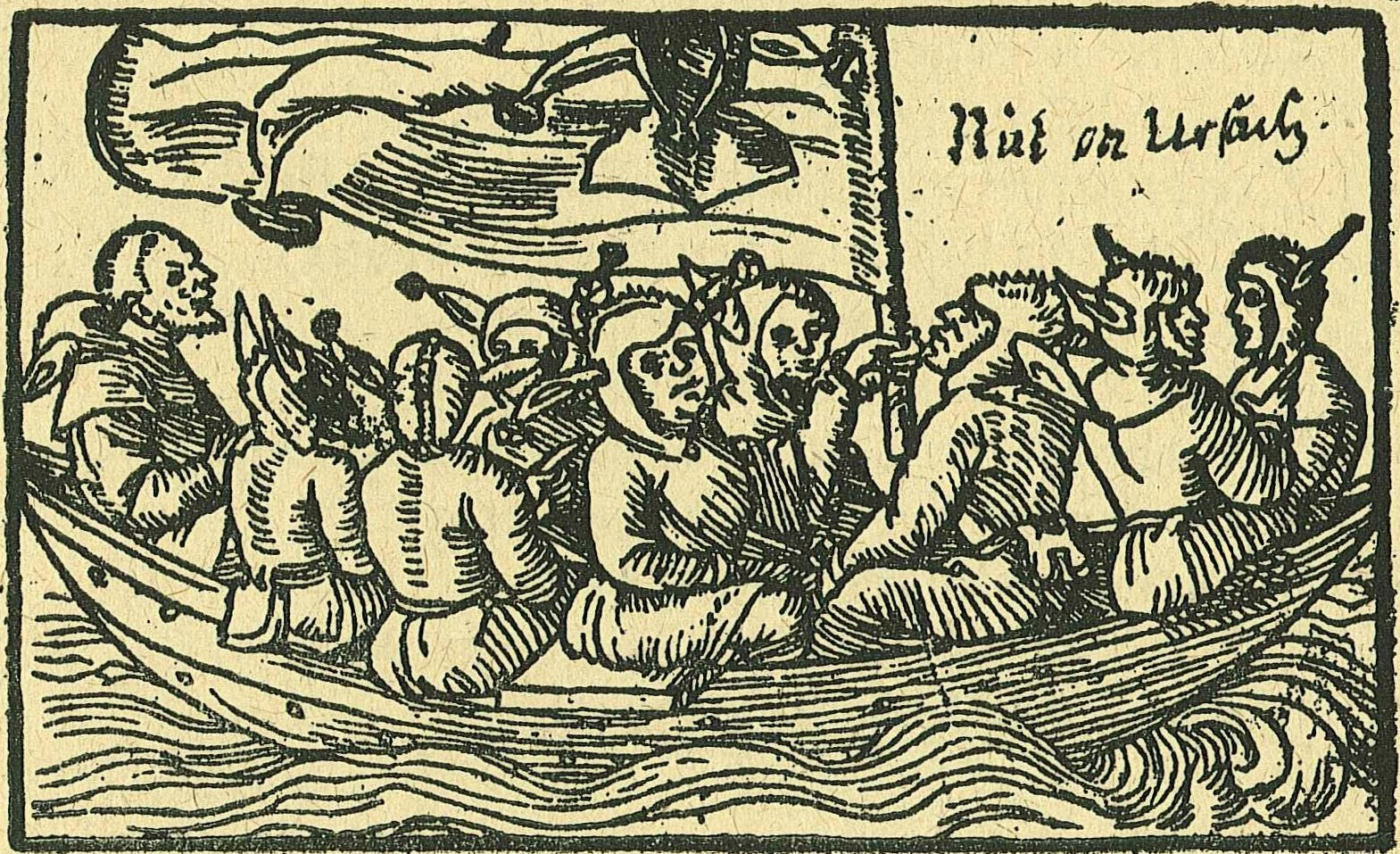
A Nau dos Insensatos, retratada numa xilogravura alemã de 1549.

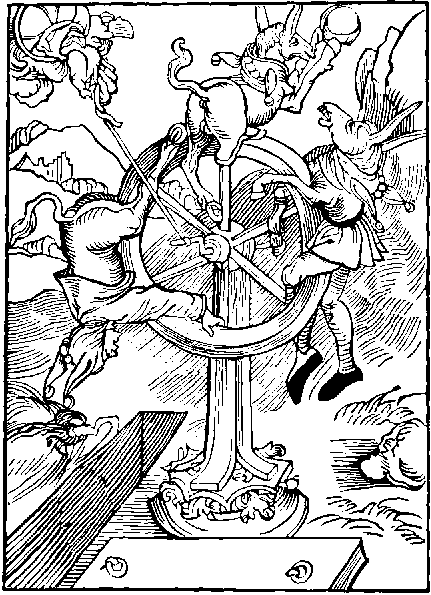
Ilustração por Albrecht Dürer em Stultifera navis por Sebastian Brant, publicado por Johann Bergmann von Olpe, em Basel, 1498.

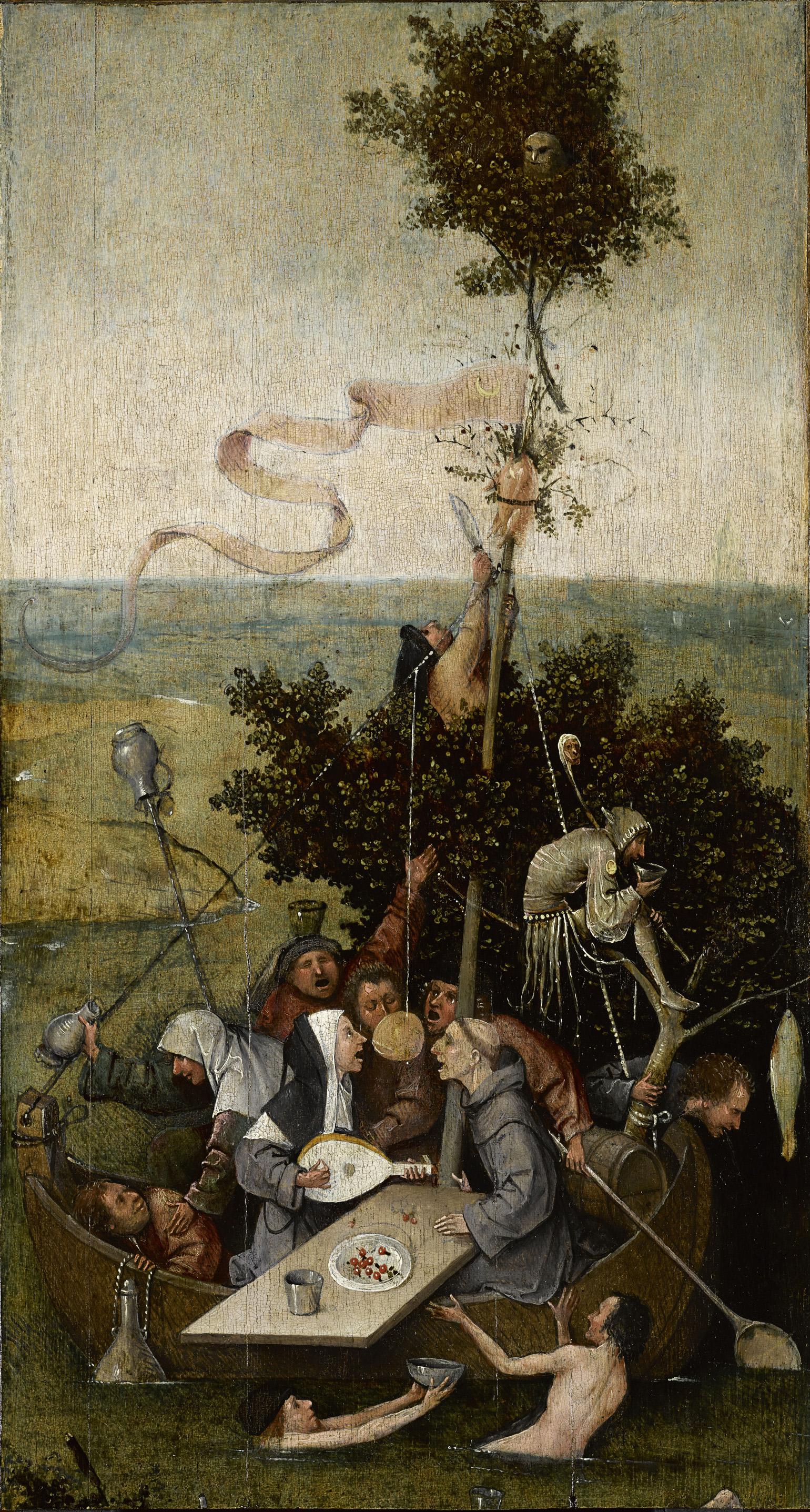
A Nau dos Insensatos, por Hieronymus Bosch (c. 1490-1500)

A nau dos insensatos ou o navio dos loucos é uma antiga  alegoria muito usada na cultura ocidental, na literatura e nas artes visuais. Imbuída de um senso de autocrítica, ela descreve o mundo e seus habitantes humanos como uma nau, cujos passageiros perturbados não sabem e nem se importam em saber para onde estão indo. Em composições literárias e artísticas dos séculos XV e XVI, o motivo da nau dos insensatos era uma paródia da arca da salvação.

A ideia já está presente na alegoria do  navio, apresentada no Livro VI da República de Platão e que se refere a uma embarcação conduzida por uma tripulação disfuncional. A alegoria pretende representar os problemas de governança que prevalecem em um sistema político não baseado no conhecimento especializado, como as democracias demagógicas:
Há o armador, maior e mais forte do que todos no navio, mas um tanto surdo e um tanto míope, com um conhecimento de navegação que se compara à sua visão. Os marinheiros discutem entre si pela capitania do navio, cada um pensando que deveria ser capitão, embora nunca tenha aprendido essa habilidade, nem possa apontar quem o ensinou ou uma época em que a estava aprendendo. Além disso, eles dizem que ela não pode ser ensinada. Na verdade, eles estão preparados para cortar em pedaços qualquer um que diga que pode. O próprio comandante está sempre cercado por eles. Eles lhe imploram e fazem tudo o que podem para que ele lhes entregue o leme. Às vezes, se outras pessoas podem persuadi-lo e eles não podem, matam os outros ou os jogam ao mar. Então imobilizam seu digno comandante com drogas ou bebida ou por algum outro meio, e assumem o controle do navio, consumindo o que ele está carregando. Bebendo e festejando, eles navegam da maneira que você esperaria que pessoas assim navegassem. Mais do que isso, se alguém sabe encontrar para eles meios de persuadir ou obrigar o comandante a deixá-los assumir o controle, eles o chamam de um verdadeiro marinheiro, um verdadeiro capitão, e dizem que ele realmente entende de navios. Quem não consegue fazer isso é tratado com desprezo, chamando-o de inútil. Eles nem mesmo começam a entender que, se alguém deseja estar realmente apto para assumir o comando de um navio, um capitão de um navio de verdade deve necessariamente estar completamente familiarizado com as estações do ano, as estrelas no céu, os ventos e tudo mais a ver com sua arte. Quanto a como ele vai dirigir o navio — independentemente de alguém querer ou não — eles não consideram isso como uma habilidade ou estudo adicional que pode ser adquirido além da arte de ser o capitão de um navio. Se for esta a situação a bordo, você não acha que a pessoa genuinamente equipada para ser capitão será chamada de alguém com cabeça nas nuvens (μετεωροσκόπον, "olhador de estrelas"), tagarela, sem utilidade para eles, por quem navega em navios com esse tipo de tripulação?
 Paula da Cunha Corrêa sugere que Platão se inspirou também num poema de Eveno (fragmento 8b), que descreve em alegoria:
Se eu tivesse riqueza, Simônides, não me sentiria angustiado como agora me sinto na companhia dos nobres. Mas agora estou ciente de que ela passa por mim e estou sem voz por necessidade, embora eu saiba uma coisa ainda melhor do que muitos, que agora estamos sendo carregados com velas brancas abaixadas além do mar meliano através da noite escura, e eles se recusam a sair, mas o mar está inundando os dois lados. Na verdade, qualquer pessoa tem muita dificuldade em se salvar, porque estão fazendo essas coisas: depuseram o nobre timoneiro que habilmente vigiava; apoderam-se de bens à força, perde-se a disciplina e já não existe uma distribuição igual no interesse comum; mercadores comandam, e os inferiores estão acima dos nobres. Tenho medo de que talvez uma onda engula o navio. Que essas sejam minhas palavras enigmáticas com significado oculto para os nobres; mas mesmo um homem comum, se ele é sábio, pode reconhecer.
Michel Foucault, em Folie et Déraison. Histoire de la Folie à l'Âge Classique, via na nau dos insensatos um símbolo da consciência viva do pecado e do mal, na mentalidade medieval e nas paisagens imaginativas da Renascença (no sentido esboçado acima e compendiado pelo Elogio da Loucura de Erasmo de Roterdam e Narrenschiff de Sebastian Brant). Em seu livro, Foucault descreve a importância da nau como metáfora recorrente nas artes e literatura quinhentista e seiscentista, mas apesar de alegar que de fato teriam existido essas naus, para a exclusão de insanos, não há prova de sua existência, e os únicos relatos são de encenações morais e procissões.

## Na cultura popular
Nau dos Insensatos também pode se referir a:

### Na arte
- A Nau dos Insensatos, uma pintura de Hieronymus Bosch
- Narrenschiff ("Nau dos Insensatos"), sátira escrita em 1494 por Sebastian Brant (ou Brandt)
- Ship of Fools, romance de 1962 escrito por Katherine Anne Porter
- Ship of Fools, filme de 1965 baseado no romance.

### Na música
Em língua inglesa, vários grupos e intérpretes gravaram composições com o título "Ship of Fools", incluindo:
Década de 1960
- Dr. Strangely Strange, em seu álbum Kip of the Serenes (1969)

Década de 1970
- The Doors, John Cale, Grateful Dead, Bob Seger and the Silver Bullet Band e Cris Williamson têm todos uma canção chamada "Ship of Fools" em seus respectivos álbuns Morrison Hotel (1970), Fear (1974), From the Mars Hotel (1974) e Night Moves (1976) e Strange Paradise (1980)

Década de 1980
- World Party, Robert Plant e Erasure têm todos uma canção chamada "Ship of Fools" em seus respectivos álbuns Private Revolution (1986), Now and Zen (1987) e The Innocents (1987).

Década de 1990
- Sarah Brightman, em seu álbum Dive (1993).

Em língua portuguesa, há pelo menos uma música com o título "Nau dos Insensatos", gravada por Lulu Santos.